# Hauptverwaltungsbeamter
Der Hauptverwaltungsbeamte (HVB) ist in Deutschland der Leiter der Verwaltung einer Gemeinde, eines Gemeindeverbandes oder eines Landkreises. Im Katastrophenschutz kommt ihm regelmäßig eine besondere Bedeutung bei der Einsatzleitung zu, wobei er durch einen Stab unterstützt wird.
Der Hauptverwaltungsbeamte führt in den Kreisen die Bezeichnung Landrat oder Oberkreisdirektor, in den Gemeinden Bürgermeister, Oberbürgermeister, Gemeindedirektor, Stadt- oder Oberstadtdirektor. Er führt in der Regel die Amtsgeschäfte der laufenden Verwaltung. Die Regelungen der Gemeinde- und Kreisordnungen der Bundesländer sind jedoch sehr unterschiedlich.
In den letzten Jahren ist ein Trend weg von der getrennten Stadtspitze (Bürgermeister für die politische Verantwortung/Gemeindedirektor für die Verwaltungsführung) hin zur Personalunion der Süddeutschen Bürgermeisterverfassung zu erkennen, zum Beispiel seit 1999 in Niedersachsen und Nordrhein-Westfalen.